# Villefranche-de-Panat

Villefranche-de-Panat este o comună în departamentul Aveyron din sudul Franței. În 1 ianuarie 2022 avea o populație de 678 de locuitori.